# Timo Valjakka
Timo Yrjänä Valjakka, född 13 juli 1953 i Helsingfors, är en finländsk konstnär och konstkritiker. 
Valjakka studerade 1973–1977 vid Fria konstskolan och har hållit flera utställningar sedan debuten 1975. Han var 1994–2001 chef för Helsingfors konsthall och blev därefter utsedd till chef för Finlands kulturinstitut i London. Han redigerade 1991–1994 Nordiskt Konstcentrums tidskrift Siksi och har sedan 1983 verkat som konstkritiker bland annat i Helsingin Sanomat. Han undervisade vid Bildkonstakademin 1983–1988.
Valjakkas andra maka är konsthistoriker Susanna Pettersson.

### Uppslagsverk
- Valjakka, Timo i Uppslagsverket Finland (webbupplaga, 2012). CC-BY-SA 4.0
- Paavilainen, Ulla, red (2014). Kuka kukin on: Henkilötietoja nykypolven suomalaisista 2015. Helsinki: Otava. sid. 975. ISBN 978-951-1-28228-0